# 879

## Události
- založen katalánský benediktinský klášter Santa María de Ripoll

## Narození
- 17. září – Karel III. Francouzský, západofranský král († 7. října 929)

## Úmrtí
- 10. duben – Ludvík II. Koktavý, západofranský král
- ? – Balduin I. Vlámský, vlámský markrabě

## Hlavy státu
- České knížectví – Bořivoj I.
- Velkomoravská říše – Svatopluk I.
- Papež – Jan VIII.
- Anglie – Alfréd Veliký
  - Mercie – Æthelred?
- Skotské království – Giric
- Východofranská říše – Karel III. Tlustý + Karloman II. Francouzský + Ludvík III. Francouzský
- Západofranská říše – Ludvík II. Koktavý – Karloman II. Francouzský + Ludvík III. Francouzský
- První bulharská říše – Boris I.
- Kyjevská Rus – Askold a Dir
- Byzanc – Basileios I.